# Vojkov
Vojkov (německy Wojkau) je obec v okrese Benešov ve Středočeském kraji, asi 9 km západně od Votic. Žije zde 467 obyvatel.

## Historie
První písemná zmínka o obci pochází z roku 1350.

## Obecní správa

### Části obce
- Bezmíř (k. ú. Bezmíř)
- Křenovice (k. ú. Bezmíř)
- Lhotka (k. ú. Bezmíř)
- Minartice (k. ú. Minartice)
- Podolí (k. ú. Vojkov u Votic)
- Sledovice (k. ú. Minartice)
- Vojkov (k. ú. Vojkov u Votic)
- Voračice (k. ú. Bezmíř)
- Zahrádka (k. ú. Bezmíř)

K obci patří také Drábův Mlýn, Klokočov a Vrbský Mlýn.
Sousedními obcemi sídla jsou Heřmaničky, Prosenická Lhota, Štětkovice, Kosova Hora, Votice a Vrchotovy Janovice.

### Územněsprávní začlenění
Dějiny územněsprávního začleňování zahrnují období od roku 1850 do současnosti. V chronologickém přehledu je uvedena územně administrativní příslušnost obce v roce, kdy ke změně došlo:
- 1850 země česká, kraj České Budějovice, politický a soudní okres Votice[4]
- 1855 země česká, kraj Tábor, soudní okres Votice
- 1868 země česká, politický okres Sedlčany, soudní okres Votice
- 1939 země česká, Oberlandrat Tábor, politický okres Sedlčany, soudní okres Votice[5]
- 1942 země česká, Oberlandrat Praha, politický okres Sedlčany, soudní okres Votice[6]
- 1945 země česká, správní okres Sedlčany, soudní okres Votice[7]
- 1949 Pražský kraj, okres Sedlčany[8]
- 1960 Středočeský kraj, okres Benešov
- 2003 Středočeský kraj, okres Benešov, obec s rozšířenou působností Votice

## Společnost

### Rok 1932
V obci Vojkov (přísl. Podolí, 336 obyvatel, četnická stanice, katol. kostel) byly v roce 1932 evidovány tyto živnosti a obchody: 3 hostince, kolář, 3 kováři, 3 krejčí, 2 mlýny, obuvník, pekař, pila, 2 rolníci, 2 řezníci, 5 obchodů se smíšeným zbožím, Spořitelní a záložní spolek pro Vojkov, trafika, 2 truhláři, velkostatek.
V obci Bezmíř (přísl. Křenovice, Lhotka, Voračice, Zahrádka, 424 obyvatel, samostatná obec se později stala součástí Vojkova) byly v roce 1932 evidovány tyto živnosti a obchody: 3 hostince, kolář, 2 mlýny, pokrývač, rolník, 2 řezníci, obchod se smíšeným zbožím, švadlena, 3 trafiky, 2 truhláři.

## Pamětihodnosti
- Zámek Vojkov
- Kostel svatého Jakuba a fara na návsi
- Kaplička svatého Jana Nepomuckého
- zámecký špejchar

## Doprava

### Dopravní síť
Do obce vedou silnice III. třídy. Okolo obce vede silnice I/18 Rožmitál pod Třemšínem – Příbram – Sedlčany – Votice.

### Autobusová doprava 2024
Autobusovou dopravu v obci Vojkov zajišťují společnosti Arriva Střední Čechy a ČSAD Benešov. Obec je součástí Pražské integrované dopravy (PID). V obci se nacházejí zastávky Vojkov a Vojkov,rozc. Pod obec dále spadají zastávky Vojkov,Bezmíř, Vojkov,Křenovice, Vojkov,Minartice, Vojkov,Sledovice a Vojkov,Zahrádka. V místních částech Lhotka, Podolí a Voračice se autobusové zastávky nenacházejí. Obec prochází autobusová linka 519 a obec je také výchozí nebo konečnou pro linku 566. Autobusy linky 519 spojují Sedlčany, Kosovu Horu, Sedlečko, Vojkov a Votice. Linka 566 spojuje obec s Maršovicemi, Vrchotovými Janovicemi, Olbramovicemi a Voticemi.

### Železniční doprava 2024
Územím obce prochází jednokolejná regionální železniční trať 223 Olbramovice–Sedlčany, která byla uvedena do provozu v roce 1894. V místní části Minartice se nachází železniční zastávka Minartice a u Voračic (na území sousedního městysu Vrchotovy Janovice) se nachází železniční zastávka Voračice. Na obou místech zastavují osobní vlaky linky S98. Tyto vlaky, provozované společností České dráhy, jezdí z Benešova u Prahy přes Olbramovice a pokračují dále do Sedlčan.

## Turistika
Do obce vedou cyklotrasy č. 112 Louňovice pod Blaníkem – Jankov – Votice – Vojkov – Kosova Hora a č. 8132 Vojkov – Štětkovice – Prosenická Lhota.

## Zajímavosti
V obci Vojkov se natáčel jeden díl seriálu 30 případů majora Zemana, díl Vrah se skrývá v poli. Obec Vojkov zde představovala obec Plánici, v seriálu bylo použito záběrů návsi, fary, kostela a školy.
V místním zámku se natáčely i některé scény seriálu Život na zámku.

## Galerie

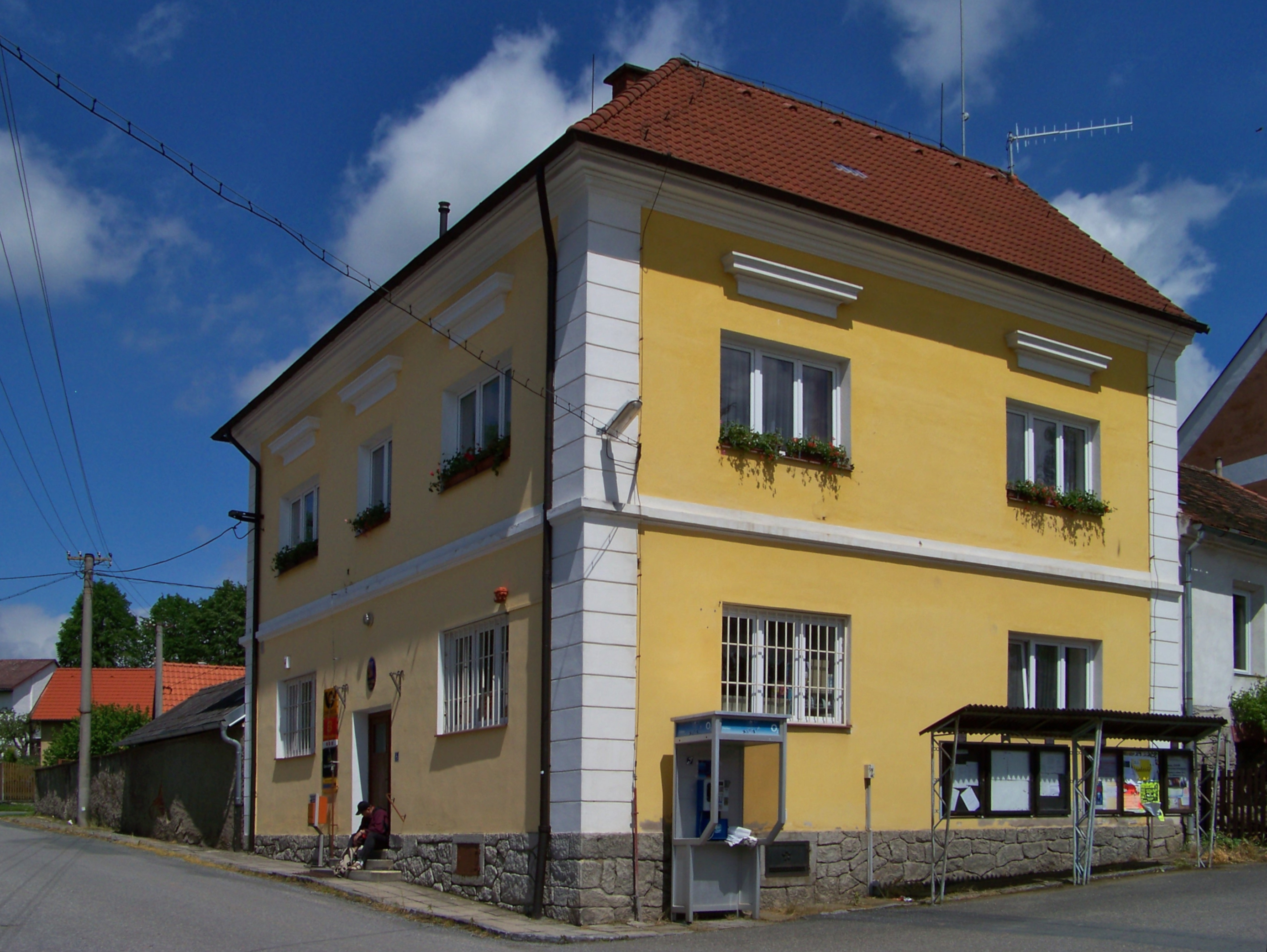
obecní úřad a pošta
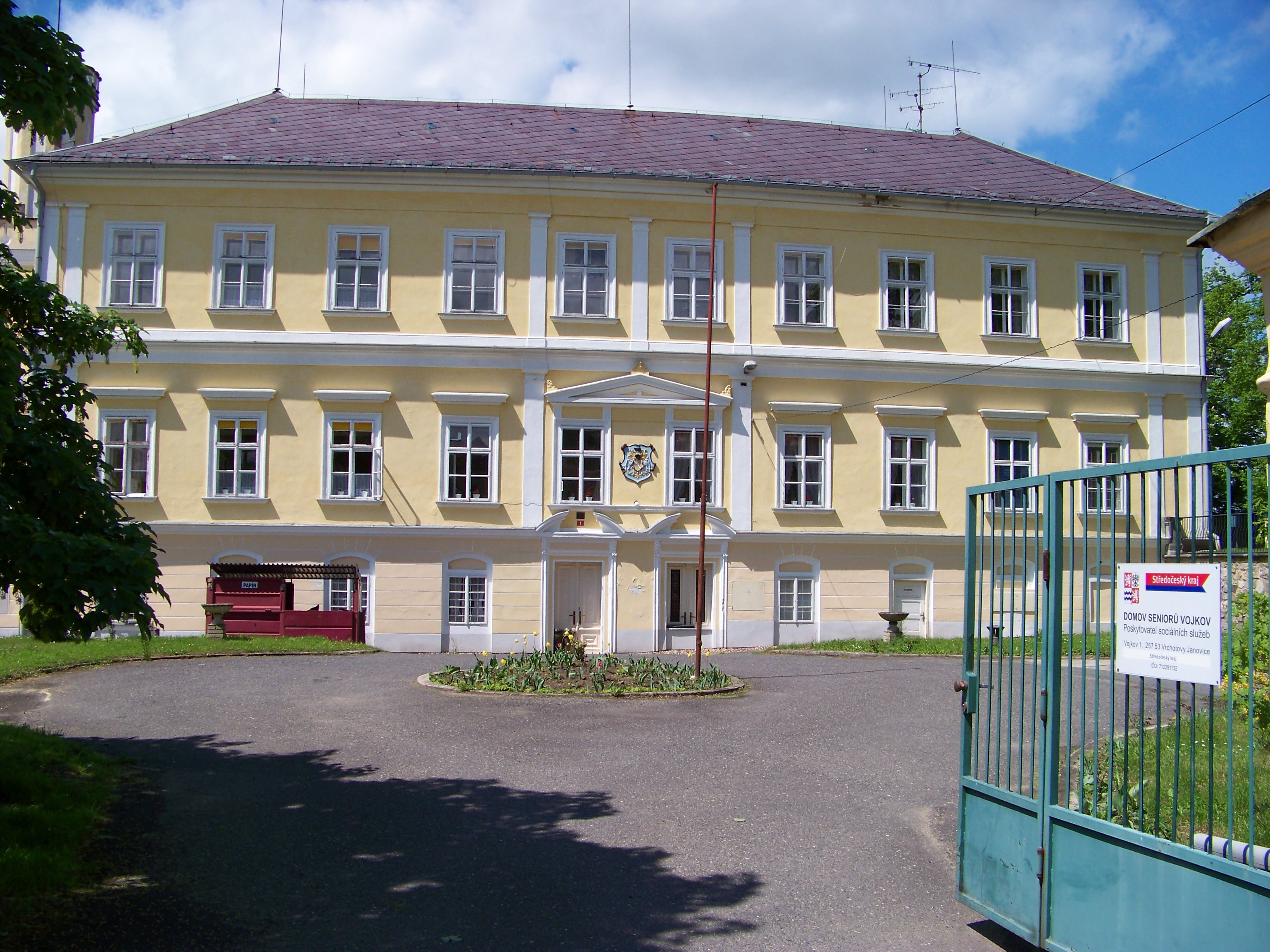
zámek, čp. 1
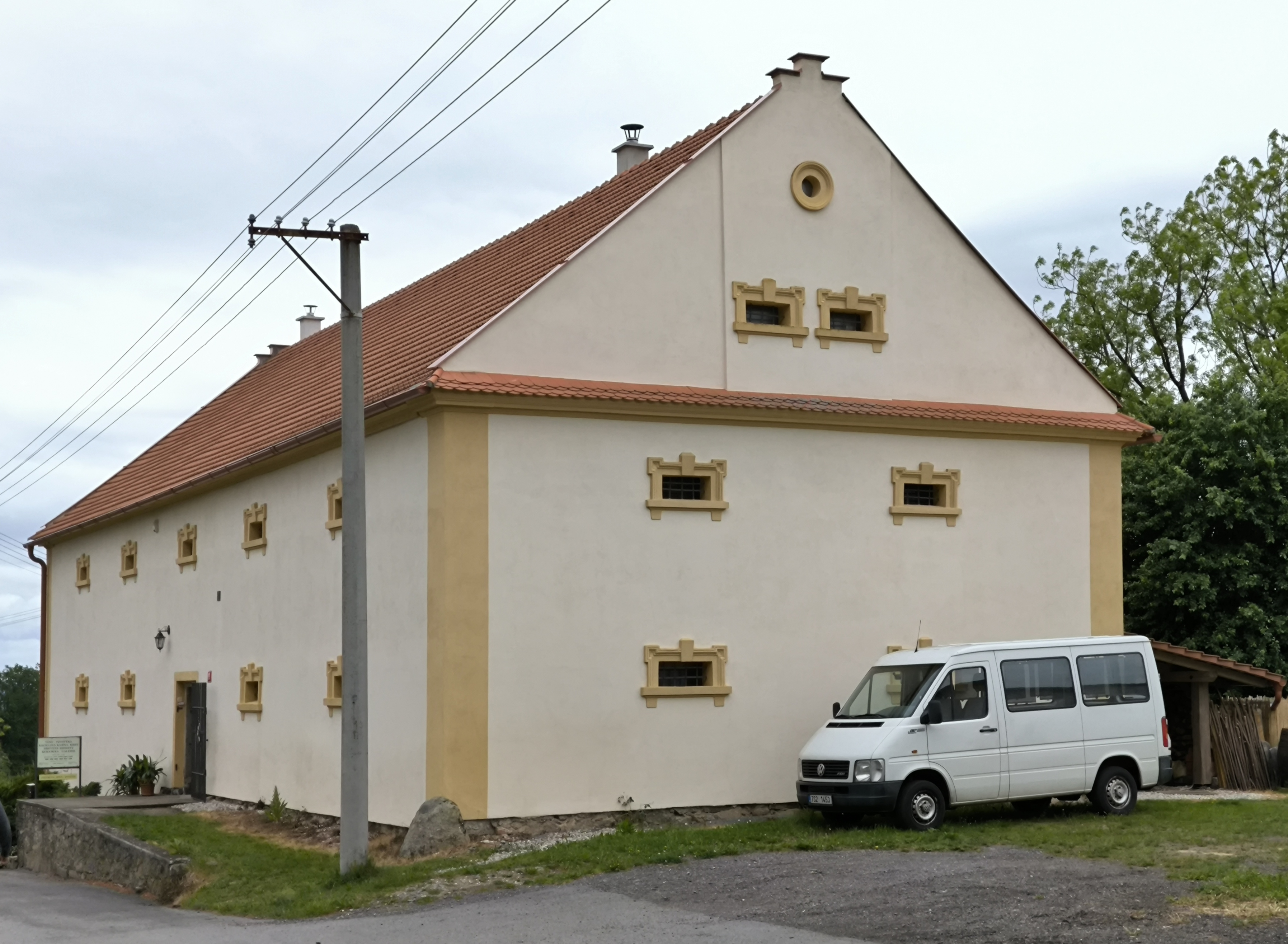
zámecký špejchar
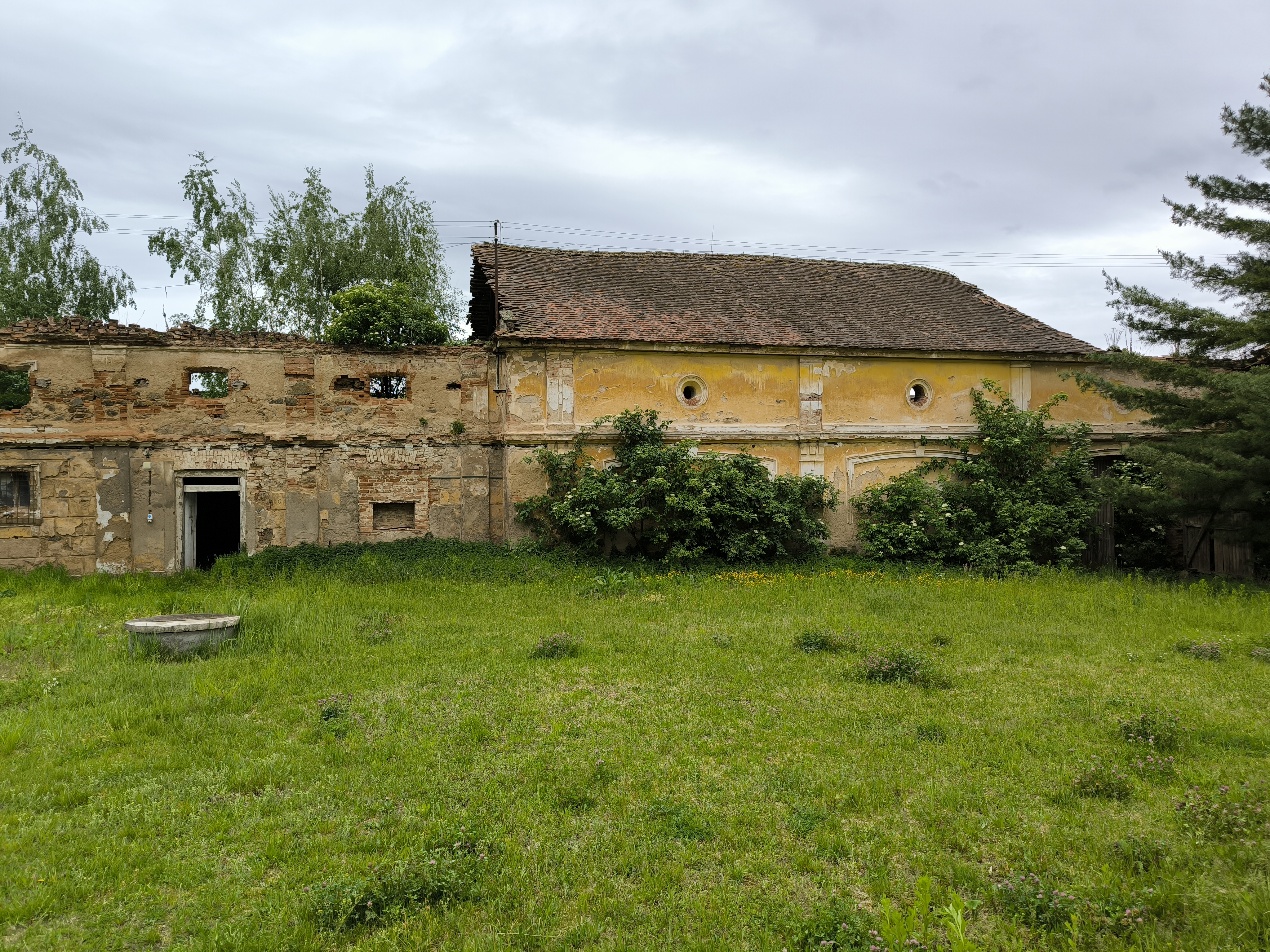
hospodářský dvůr zámku
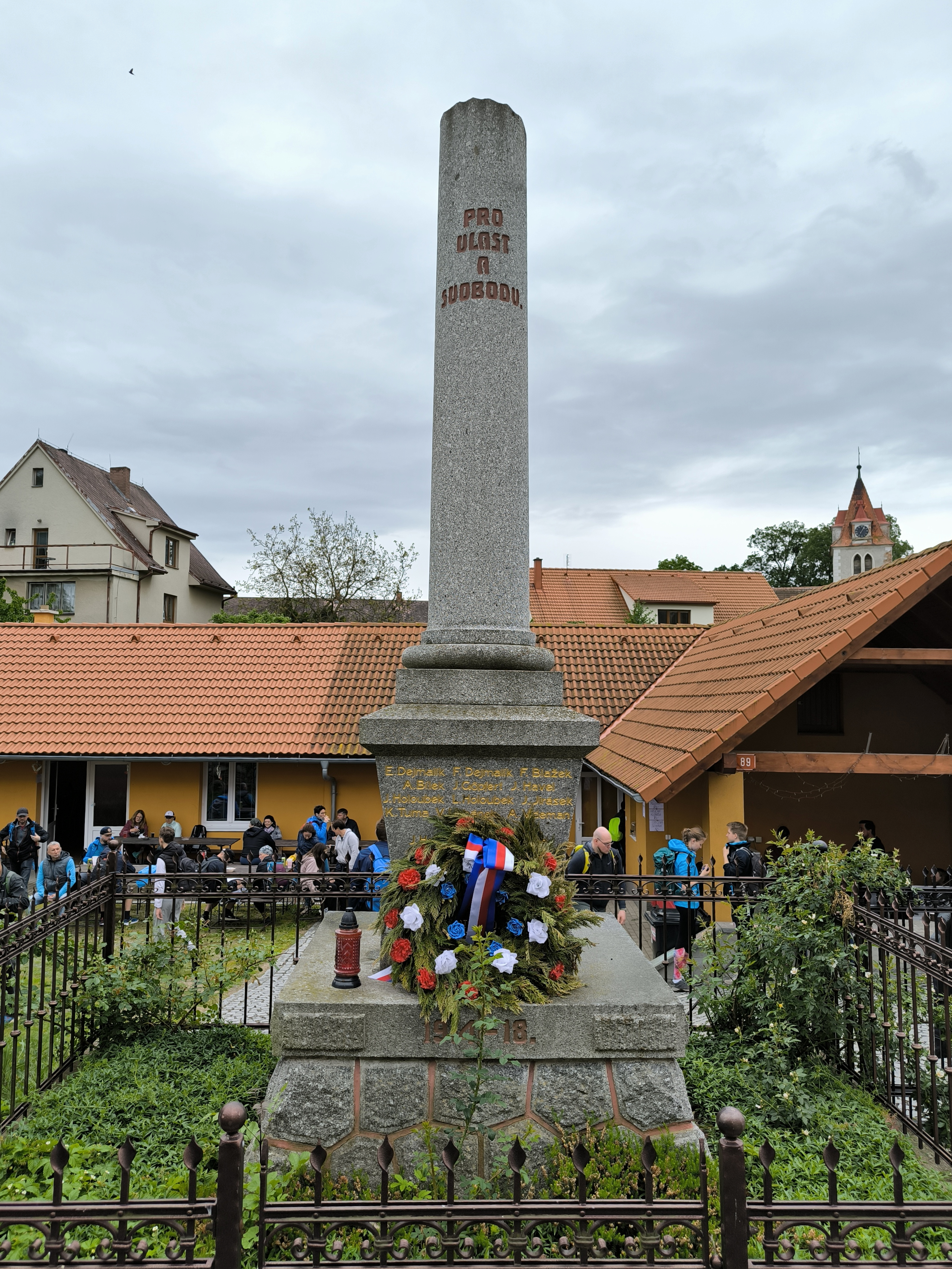
pomník padlým
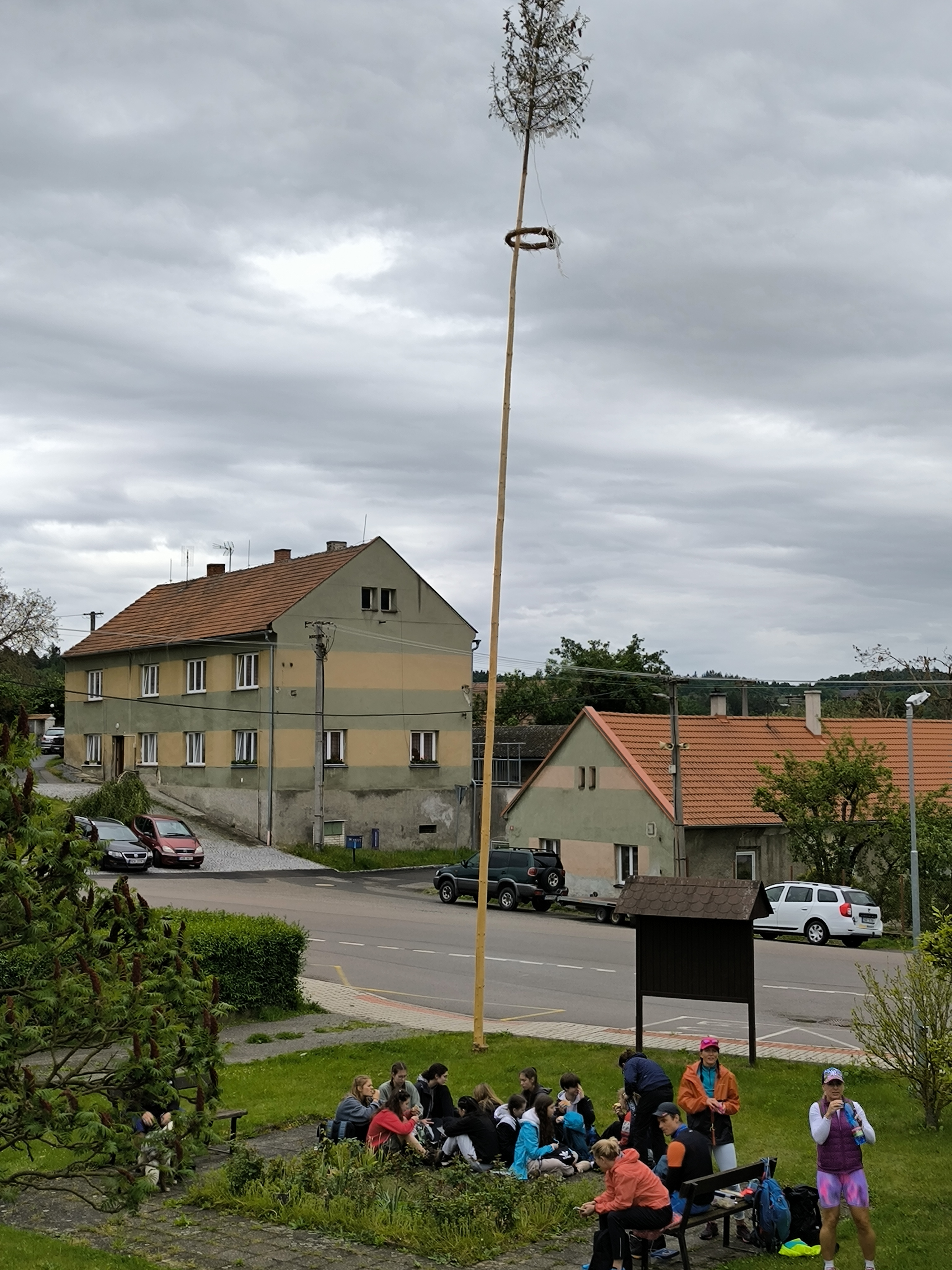
májka